# Ranunculus acetosellifolius
Ranunculus acetosellifolius Boiss. – gatunek rośliny z rodziny jaskrowatych (Ranunculaceae Juss.). Występuje endemicznie w paśmie górskim Sierra Nevada w południowej Hiszpanii.

## Morfologia
PokrójBylina o nagich pędach. Dorasta do 15 (w porywach do 23) cm wysokości.
KorzenieMają żółtą barwę.
LiścieMa liczne liście odziomkowe. Mają oszczepowaty kształt. U podstawy mają parę wygiętych klapek. Są mięsiste. Dorastają do 15–45 mm długości i 7–20 mm szerokości. Są całobrzegie, lekko ząbkowane u podstawy.
KwiatyDorastają do 15–25 mm średnicy. Mają biało-różową barwę. Działki kielicha są nagie, zielone lub fioletowe, błoniaste i nietrwałe. Płatki mają 7–12 mm długości.
OwoceNiełupki o odwrotnie jajowatym kształcie. Mają 1,5–2 mm długości.
Gatunki podobneRoślina jest podobna do gatunku R. amplexicaulis, ale ma bardziej mięsiste liście z parą wygiętych klapek u podstawy. Ma też mniejsze kwiaty z bezwłosymi i nietrwałymi działkami kielicha.

## Biologia i ekologia
Rośnie na obszarze górskim na skalistym podłożu, w miejscach gdzie zalega śnieg. Występuje na wysokości od 2400 do 3300 m n.p.m. Kwitnie od końca maja do sierpnia.